# Asura butleri
Asura butleri är en fjärilsart som beskrevs av John Henry Leech 1888. Asura butleri ingår i släktet Asura och familjen björnspinnare. Inga underarter finns listade i Catalogue of Life.